# Victoria-Adélaïde de Schleswig-Holstein-Sonderbourg-Glücksbourg
Titres
Épouse du prétendant au trône de Saxe-Cobourg et Gotha
23 novembre 1918 – 6 mars 1954
(35 ans, 3 mois et 11 jours)
Duchesse consort de Saxe-Cobourg et Gotha
11 octobre 1905 – 23 novembre 1918
(13 ans, 1 mois et 12 jours)
La princesse Victoria-Adélaïde de Schleswig-Holstein-Sonderbourg-Glücksbourg (Victoria Adelaide Helena Louise Mary Frederica) née le 31 décembre 1885 et décédée le 3 octobre 1970, est la dernière duchesse de Saxe-Cobourg-Gotha par son mariage avec Charles-Édouard de Saxe-Cobourg-Gotha, petit-fils de la reine Victoria, le 11 octobre 1905. Elle est la grand-mère maternelle du roi Charles XVI Gustave de Suède.

## Biographie

### Famille
Victoria-Adélaïde est la fille aînée de Frédéric-Ferdinand de Schleswig-Holstein-Sonderbourg-Glücksbourg et de son épouse Caroline-Mathilde de Schleswig-Holstein-Sonderbourg-Augustenbourg. Elle est la nièce de l'impératrice allemande Augusta-Victoria.

### Mariage

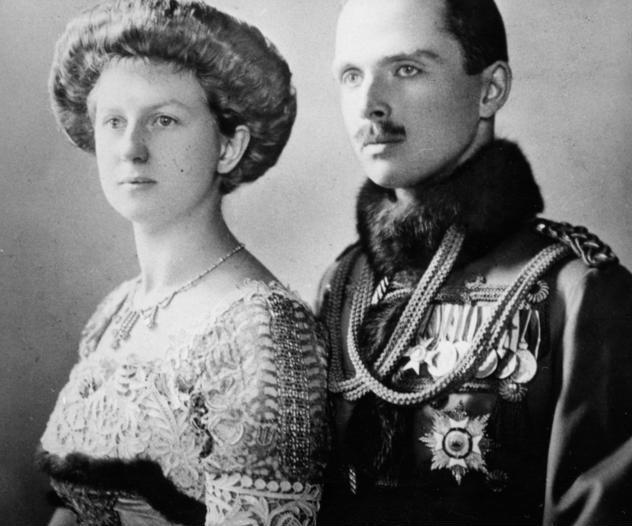
Victoria-Adélaïde et son époux le jour de leur mariage, le 11 octobre 1905.

C'est son oncle l'empereur Guillaume II d'Allemagne qui choisit son époux. Son choix se porte sur son cousin le duc Charles-Édouard de Saxe-Cobourg-Gotha, fils du prince britannique Léopold d'Albany et d'Hélène de Waldeck-Pyrmont. Le mariage a lieu le 11 octobre 1905 au château de Glücksburg.
Le couple a cinq enfants :
- Jean-Léopold (2 août 1906 - 4 mai 1972), il épouse en 1932 la baronne Féodora von der Horst (1905-1991) avec qui il a trois enfants, et divorce en 1962 ; il se remarie en 1963 avec Marie-Thérèse Reindl (1908-1995) ; sans postérité.

- Sybille (18 janvier 1908 - 28 novembre 1972), elle épouse en 1932 le prince Gustave Adolphe de Suède, duc de Västerbotten (1906-1947). Ils sont les parents de cinq enfants dont le roi Charles XVI Gustave de Suède.

- Hubertus (24 août 1909 - 26 novembre 1943), mort au combat ; sans alliance ;

- Caroline-Mathilde (22 janvier 1912 - 5 septembre 1983), elle épouse en 1931 Frédéric Wolfgang Othon, comte de Castell-Rüdenhausen, avec qui elle a trois enfants, et divorce en 1938 ; elle se remarie en 1938 avec le capitaine Max Schnirring avec qui elle a trois enfants, il meurt en 1944 ; elle se marie une troisième fois en 1946 avec Karl Andree et divorce en 1947, sans postérité.

- Frédéric-Josias (29 novembre 1918 - 23 janvier 1998), chef de la Maison de Saxe-Cobourg et Gotha, il se marie en 1942 avec la comtesse Victoria-Louise de Solms-Baruth, avec qui il a un fils et divorce en 1947 ; il se remarie en 1948 avec Denise-Henriette de Muralt, avec qui il a trois enfants, et divorce en 1964 ; il se marie une troisième fois en 1964 avec Katrin Bremme, sans postérité.

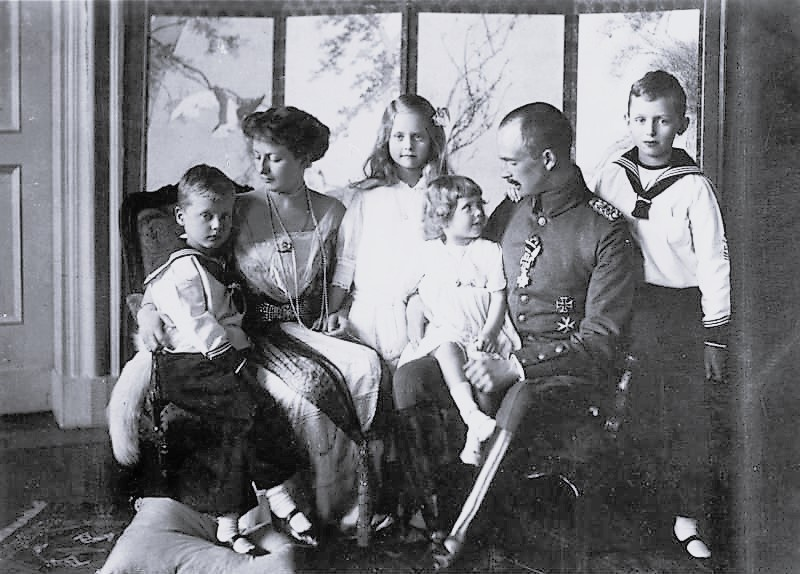
Victoria-Adélaïde et sa famille le 21 juin 1918.

Victoria-Adélaïde est décrite comme possédant le caractère le plus fort du couple et initialement, le duc lui demande souvent conseil .
En 1918, le duc est contraint d'abdiquer, obligeant la famille à devenir des citoyens ordinaires.
Charles-Édouard est un des premiers et des plus fervents partisans d'Adolf Hitler. Victoria-Adélaïde partage d'abord l'enthousiasme et le patriotisme de son mari, mais elle en vient à détester le parti nazi après sa prise du pouvoir. Elle défie son mari en soutenant la Confédération de l'Église évangélique allemande contre les antisémites Chrétiens allemands .
Après la Seconde Guerre mondiale, le couple s'enfuit en Autriche à la suite de la saisie de ses propriétés en Allemagne de l'Est par l'Union soviétique. Victoria-Adélaïde meurt au château de Greinburg le 3 octobre 1970 et est inhumée aux côtés de son mari au château de Callenberg, à Cobourg, le 8 octobre de la même année.